# Jonathan Biabiany
Jonathan Ludovic Biabiany (Paris, 28 de abril de 1988) é um futebolista francês que atua como atacante. Atualmente joga no Trapani.
Jogador veloz e driblador, costuma atuar como ponta, sempre caindo pelas beiradas do campo. Algumas vezes, pelo Parma, chegou a atuar também como centroavante.

## Carreira
Na temporada 2009–10 foi considerado o jogador mais rápido do Campeonato Italiano, onde na época atingia uma velocidade próxima de 30 quilômetros por hora, o que levou equipes como Porto, Manchester United e Barcelona a assumirem interesse na sua contratação. Também foi considerado o jogador mais rápido do mundo por ter atingido uma marca de 100 metros de corrida atlética em 10.03 segundos; o que é refletido no jogo FIFA 13, onde é o quarto jogador mais rápido do game.

## Títulos
Internazionale
- Mundial de Clubes da FIFA: 2010
- Campeonato Italiano: 2009–10